# 浅利俊博
浅利 俊博（あさり としひろ、生年月日非公開）は、日本の俳優・トレーナー・演出家。別名はHiro Asari。熊本県出身。身長176cm、体重63kg。特技は空手道・水泳・バレーボール。

## 経歴
1984年5月に千葉真一主宰のジャパン・アクション・クラブへ14期生として入団。同期には岡元次郎・久保田香織・砂川真吾・澄川真琴・堤真一・真矢武らがいる。1989年の映画『将軍家光の乱心 激突』では、幼い将軍を守る7人の浪人の一人に抜擢。演技と融合した華のあるアクションシーンを演じた。その後独立しアメリカ・オーストラリアに俳優活動の拠点を移す。並行してスポーツ医科学を学び、帰国以後はプロのバレエダンサー専門のメディカル・コンディショニング・トレーナーとして活動を始める。
1999年、プロのバレエダンサーのための、肉体的機能の向上・修正・疲労や痛みからの早期回復のサポートを目的とした、トレーニングとリハビリケアのプレイス「ダンサーズ・セラピット」を開設。また、過去の過酷なアクション現場での豊富な経験や医科学的見地からの研究を基に、「身体の動きに大きく関与する組織がより円滑でスムーズに機能する肉体の構築」をコンセプトとしたボディ・コンディショニング・メソッド「Funbo Method （ファンボ・メソッド） - Functional Body Making Method -」を独自に開発。これまでに延べ4万人以上のバレエダンサーたちを手掛け、その実績と効果は国内外を問わず関係者たちから高く評価されている。
2006年から、FUNBO Methodを一般女性のためのボディ・メイキング・メソッドとしても改良。「魅力的かつ機能的なボディの獲得」をコンセプトとして人気を獲得し、現在千葉・表参道・自由が丘にてスタジオを展開している。
そして一方では、自身の卓越した身体能力を生かし、国内外を問わず数々のフィルムやテレビドラマに主演または準主役として出演。
トレーナーに転身して以降も俳優として海外からのオファーも多く、映画『ラスト サムライ』では、渡辺謙の弟であり、小雪の夫役「ひろ太郎」に抜擢され、主演のトム・クルーズとの一騎討ちシーンを演じた。
バレエ界に止まらず、その実績は多方面のクリエーターの目に留まり、アーティスト・タレント・モデルのボディメイクをも手がける。最近では、歌手・中村あゆみの「翼の折れたエンジェル」のPV製作にトレーナーとして参加。
トム・クルーズ主演の映画『ラスト サムライ』では、渡辺謙の弟であり小雪の夫（ひろ太郎）役に抜擢されるなど俳優としても活躍する。本編中では、トム・クルーズとの一騎討ちを演じる。
2008年1月、千葉に最上質なバレエクラスとFUNBO Methodを融合させた、プロフェッショナル・レスポンスに対応した本格バレエスクール「CLASS-A BALLET」をオープンさせる。2011年4月、平均年齢14歳の若きバレリーナ達から厳しいオーディションによって結成された「CABYS(キャビーズ)」（CLASS-A BALLET YOUTHFUL STAGES）を発足させる。
同年4月、「CABYS(キャビーズ)」第1回公演「ALL THAT BALLET!」を上演。“誰もが心から感動し楽しめる新しいバレエエンターテイメント”を目指し、ドラマ性を重要視した斬新な演出と振付に高い評価を得た。
同年11月、千葉県文化会館において「白鳥の湖物語」脚本・演出・振付Hiro Asariを上演。古典クラシック・バレエの王道である「白鳥の湖」を、映像やスタント・ワイヤーワークなどの新手法を加え、よりリアルでダイナミックな作品を作り上げ、従来のクラシック・バレエを
エンターテイメントの域まで引き上げたと絶賛される。
2012年3月、Hiro Asari自らが原作・脚本・振付・演出を手がける、「CABYS(キャビーズ)」第2回公演“SPANISH SAPPHIRE5（スパニッシュ・サファイア5）”を上演。“SPANISH SAPPHIRE 5（スパニッシュ・サファイア5）”の主題歌“Sapphire5”を誕生させる。
2011年12月、プロフェッショナル・バレエ・オーガナイゼーション「FIBE(ファイブ)」(Fantastic & Impressive Ballet Entertaiments-ファンタスティック・アンド・インプレッシブ・バレエ・エンターテイメンツ)を発足。
- 2012年9月、「FIBE(ファイブ)」デビュー公演「Alice〜アリスの偉大なる冒険〜」を上演。

国内トップバレリーナたちを起用した斬新かつパワフルな作品は、バレエファンのみならず、一般の観客からも高い評価を得た。
現在、クラシックバレエを中心とした舞台芸術作品の脚本・プロデュース・演出・振付を自ら手掛けるなど、新たな活動に意欲的である。

## 出演
テレビドラマ
- セーラー服反逆同盟 (1986 - 1987年)
- 風雲!真田幸村 (1989年) - 筧十蔵
- 参上! 天空剣士 (1990年) - 地頭丸

映画
- コータローまかりとおる! (1984年)
- 将軍家光の乱心 激突 (1989年) - 祖父江伊織
- ラスト サムライ (2003年)

演劇
- ゆかいな海賊大冒険 (1984年)
- Oh! 気分はSEXY BOY (1984年)
- 酔いどれ公爵 (1985年) - 群衆A
- 天守物語 (1985年)

CM
- 協和醗酵工業

## 肩書
- CLASS-A BALLET/Director
- PCF (Power of Castle Funbo) 認定ファンボ・スペシャリスト／FUNBO Method(Functional Body Making Method)Specialist
- バレエ・パフォーマンス・エンハンスメント・スペシャリスト（B.P.E.S.）
- アメリカ・スポーツ医学会プロフェッショナル・メンバー
- アメリカ理学療法協会会員
- 全米トレーナーズ（協会会員）